# Államkötvény

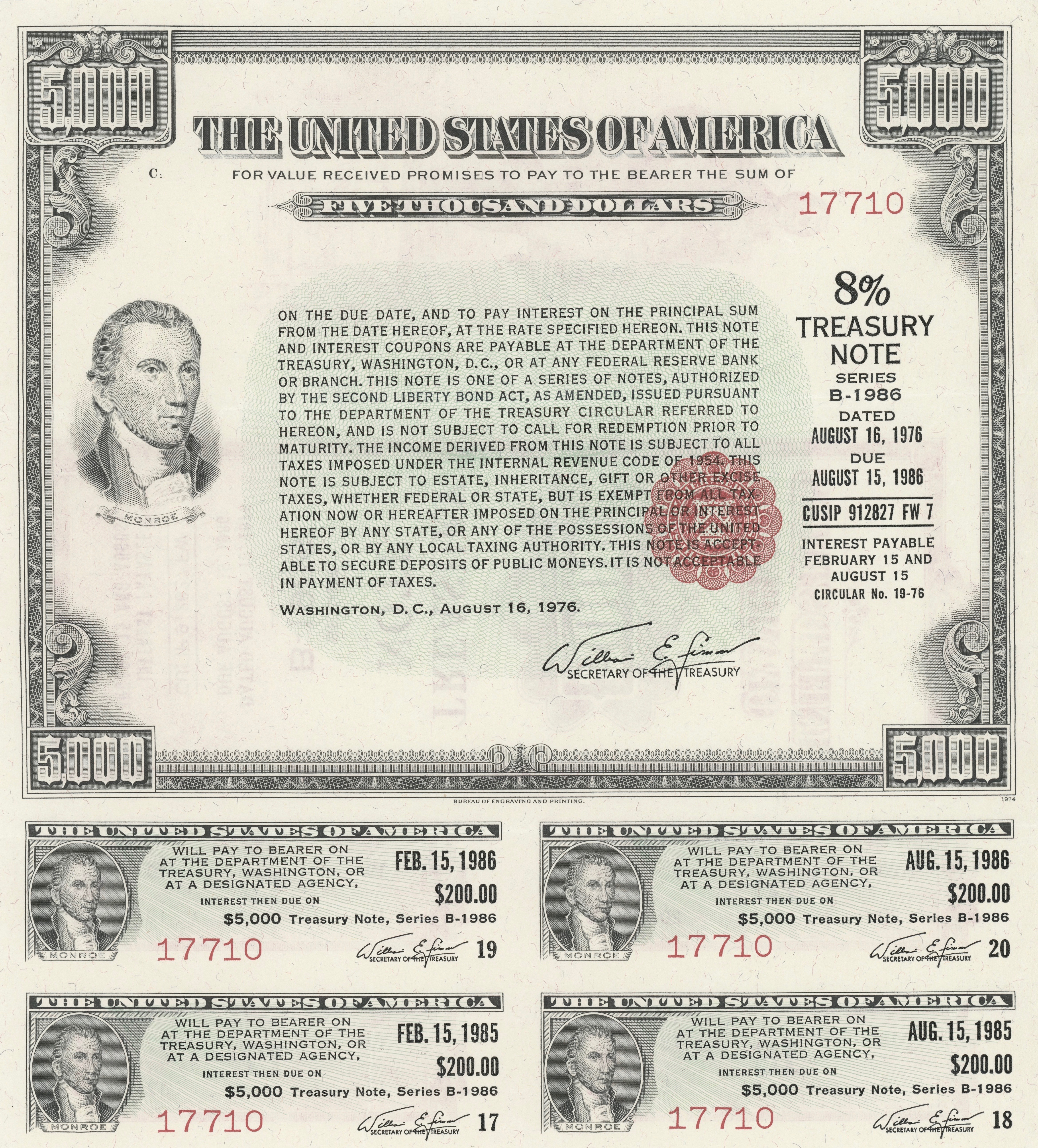
Amerikai államkötvény

Az államkötvény az állam által kibocsátott egy évnél hosszabb lejáratú, hitelviszonyt megtestesítő értékpapír, amely azt tanúsítja, hogy valaki az államnak hitelt nyújtott. Kamatot tipikusan félévente fizetnek  (ez más néven a kupon), míg a lejáratkor egy összegben fizetik vissza a tőkét..
Az egy évnél rövidebb lejáratú értékpapír neve kincstárjegy.

## Jellemzői
„ [A]z államkötvények nem kockázatmentes eszközök. Nem csak egy államcsőd vagy más fizetésképtelenség jelent ugyanis kockázatot az államkötvény tulajdonosának, hanem az államkötvény kibocsátása és lejárata közötti idő alatt a piaci kamatok változása is. Ha a befektető nem tartja meg lejáratig az államkötvényt, hanem még előtte szeretne megválni papírjaitól, az eladáskor esedékes állampapírpiaci hozamszinten adhatja csak el, amin nyeresége és vesztesége egyaránt keletkezhet. Egy állampapír értékét úgy számoljuk ki, hogy a jövőben fizetendő kamatokat (kuponokat) és tőkét lediszkontáljuk a mai értékre (azaz kiszámítjuk a jelenértékét). Alapszabály, hogy minél hosszabb az állampapír hátralévő futamideje (pontosabban megfogalmazva durációja), annál nagyobb a benne rejlő kockázat, azaz egy később lejáró (később fizető) állampapír nagyobb mértékben reagál a hozamszintek változására. Az állampapírpiaci hozamok esése emeli, a hozamok emelkedése pedig csökkenti az állampapírok értékét. Ezt legegyszerűbben azzal magyarázhatjuk, hogy ha a befektetők kockázatosabbnak tartják egy állam finanszírozását, akkor magasabb hozamot követelnek meg az adóstól, míg ha szívesen adnak kölcsön egy államnak pénzt, azt alacsonyabb kamat mellett is megteszik. A megemelkedett hozamelvárásaikat az első esetben úgy tudják kifejezni, hogy az állampapír későbbi fix kifizetéseiért kevesebbet hajlandóak csak fizetni, azaz alacsonyabb árfolyamon hajlandóak csak megvásárolni az állampapírt. Az utóbbi esetben pedig egyre többet fizetnek az állampapírokért.”

## Magyarországon
Magyarországon az államkötvények kibocsátását  az Államadósság-Kezelő Központ (ÁKK) bonyolítja le aukciók keretében. Az államkötvények  a kibocsátás után élénk másodlagos piaccal rendelkeznek, vagyis a lejáratukig adhatók-vehetők.